# Gerard IV van Gulik
Gerard IV van Gulik (overleden in 1135) was van 1118 tot aan zijn dood graaf van Gulik. Hij behoorde tot het huis Gulik.

## Levensloop
Gerard IV was een zoon van graaf Gerard III van Gulik en diens onbekend gebleven echtgenote.
In 1118 volgde hij zijn vader op als graaf van Gulik. Ondanks de onophoudelijke strijd met de aartsbisschoppen van Keulen, wist hij zijn autoriteit te handhaven.
Hij stierf in 1135. Met zijn onbekend gebleven echtgenote kreeg hij drie zonen: Willem I (overleden in 1176), graaf van Gulik; Diederik, kanunnik in Keulen, en Herman, proost van de Keulse Sint-Severinuskerk.